# Gaoligongshania
Gaoligongshania és un gènere de bambús de la família de les poàcies, ordre de les poals, subclasse de les commelínides, classe de les liliòpsides, divisió dels magnoliofitins. Aquest gènere només es troba a la província Xina de Yunnan, i a prop de Myanmar, de 4.200 a 8.500 metres d'altitud.

## Taxonomia
Gaoligongshania megalothyrsa (Hand.-Mazz.) D.Z.Li, Hsueh i N.H.Xia